# 田中好

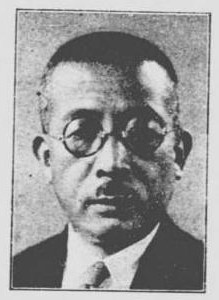
田中好

田中 好（たなか こう、1886年（明治19年）12月30日 - 1956年（昭和31年）5月14日）は、日本の政治家。衆議院議員（4期）。土木会議議員、商工省委員、厚生省行政委員、衆院厚生委員長などを務めた。東京合同自動車社長。日本女子鉄道学校長。日本の道路法の基礎を築いた。

## 経歴
京都府船井郡園部町（現・南丹市）生まれ。京都府士族・田中勝次の長男。幼くして父を失う。1910年、立命館大学専門部法律科卒業。京都府庁、兵庫県庁、内務省等に勤務した。その後、臨時震災救護事務局事務官兼鉄道省事務官をつとめた。一貫して道路・交通・治水行政に従事した。
1936年には第19回衆議院議員総選挙に立憲政友会より立候補し初当選。その後も公職追放の期間を挟んで戦前2回（京都府第2区）、戦後1回（京都2区）、計4期に渡り国政に携わるなど活躍。とりわけ1953年の第26回衆議院議員総選挙では、当時園部町議会議員兼議員秘書だった野中広務の奔走もあって芦田均（元首相）、前尾繁三郎（のち衆議院議長）らを抑えトップ当選を果たしている。衆議院商工厚生常任委員長、厚生委員会委員長などを歴任。党内では旧自由党系として吉田派→岸派に属した。また、難所とされた国道9号老ノ坂峠の整備などにも尽力した。
1964年5月14日、その功績を讃える「頌徳碑」が観音峠隧道南側に建立されたが、その後、園部城跡近くの小向山の山頂に移設された。碑は岸信介（元首相）が揮毫。「頌徳碑建設委員会 農林大臣 赤城宗徳」の名前で、碑文が刻まれている。

## 政策・主張

### 政見綱領
- 国体の明徴[1]
- 自主的外交の確立と東亜の善隣協助[1]
- 中央地方の政務分担と地方財政の調整交付金の支出[1]
- 農村への金融徹底、農産物配給組織の改善、農産物の統制、農村公課の負担軽減、土木事業の普及[1]

## 人物
住所は東京市杉並区天沼。趣味は読書。宗教は曹洞宗。
酒好きで豪放磊落な人柄だった。ただ支持者たちにはほとんど頭を下げようとしなかった。

## 家族・親族
田中家
- 父・勝次（京都府士族）[4]
- 姉・シヅ（1885年 - ?）[4]
- 妹・かの（1895年 - ?）[4]
- 弟・精一（1903年 - ?）[4]
  - 同妻（1911年 - ?、船越三木男の二女）[4]
- 妻・きく（1883年 - ?、京都、西村藤助の長女）[4]
- 養子[4]

## 資料・田中好頌徳碑
『田中好先生は明治十九年 京都府園部町に生まれ 立命館大学を卒え 京都府 兵庫県 内務省鉄道省に勤務 昭和十一年京都府第二区で衆議院議員に当選 以来回を重ねること四回 其間衆議院商工厚生常任委員長を始め多くの役職を歴任し我国発展の上に偉大な事業を致され、わけても道路交通治水関係に於いて不滅の業績を残されました 殊に郷土丹波では国道九号線老ノ坂並びに阪鶴道路の改修舗装等普く土木行政に尽くされた功績は枚挙に暇ありません』